# Amaeana accraensis
Amaeana accraensis är en ringmaskart som först beskrevs av Augener 1918.  Amaeana accraensis ingår i släktet Amaeana och familjen Terebellidae. Inga underarter finns listade i Catalogue of Life.